# 丁宏荃
丁宏荃（1873年—？）字振芝，原籍江苏无锡。中华民国官员。

## 生平
丁宏荃毕业于福州海军学堂，后来在北洋海军任职。此后，丁宏荃曾任天津警察厅侦探长、勤务督察长兼保安警察队队长。1925年7月5日，丁宏荃出任天津警察厅厅长。
1924年10月12日，丁宏荃授陆军少将。1927年2月1日，丁宏荃授陆军中将。